# オオアカバナ
オオアカバナ（学名：Epilobium hirsutum）は、アカバナ科アカバナ属の多年草。

## 特徴
横に走る細長い地下茎があって、しばしば群生する。茎は直立して枝を多数分け、長い軟毛と短い腺毛が密生し、高さは1.5mに達し、ときに2mを超える。葉は茎の下部では対生し、上部では互生する。葉身は長楕円形から長楕円状披針形で、長さ4-12cm、幅0.5-2cm、先端は鋭形、縁にはとがった細鋸歯があり、基部は円形または浅心形で茎を抱き、葉柄はない。葉の両面に長い軟毛が生える。枝につく葉は茎につく葉と比べると小さく幅が狭い。
花期は6-8月。花は茎上部の葉腋から単生する。花の基部に細長くつく花柄状のものは、のちに果実になる子房で長さ2-5cmになり、花柄とともに長毛と腺毛が生える。萼にも長毛と腺毛が生え、萼裂片は4個あり、裂片は披針形になり、長さ6-12mmになる。花冠は紫紅色、花弁は4個あり、円状倒卵形で長さ8-20mm、幅7-15mmになり、先端が2浅裂する。雄蕊は8個あり、そのうち4個が長い。花柱は長さ約10mmになり、柱頭は白色で4裂し、裂片は反り返る。果実は長さ3-10cmになる細長い円柱形の蒴果で直立し、多少毛が散生し、熟すると先端から裂開する。果柄は長さ5-20mmになる。種子は長さ0.8-1.2mmの長楕円状倒卵形で、先端は円形で、乳頭状突起が密生し、汚白色の冠毛状の長い毛（種髪）がつき、風によって飛ばされる。

## 分布と生育環境
日本では、本州の中部地方以北に稀に分布し、湿った草原、川岸、谷間の湿地、休耕田などに生育する。地下に、横に走る地下茎があって、しばしば群生する。世界では朝鮮半島、中国大陸、モンゴル、ネパール、パキスタン、アフガニスタン、ロシア、西南アジア、北アフリカ、ヨーロッパの温帯に広く分布し、北アメリカに帰化している。

## 名前の由来
種小名（種形容語）の hirsutum は、「粗毛ある」「多毛の」の意味。

## 保全状況評価
- 絶滅危惧II類 (VU)（環境省レッドリスト）

（2017年、環境省）

## 類似の種
類似の種にムクゲアカバナ（ススヤアカバナ）（学名:Epilobium parviflorum Schreb.）がある。柱頭が4裂し、茎や葉に毛が密生することでオオアカバナに似るが、比べて全体に小さく、花も小さい。日本では本州（中部地方以北）に帰化し、ユーラシア大陸の温帯に広く分布する。

## ギャラリー

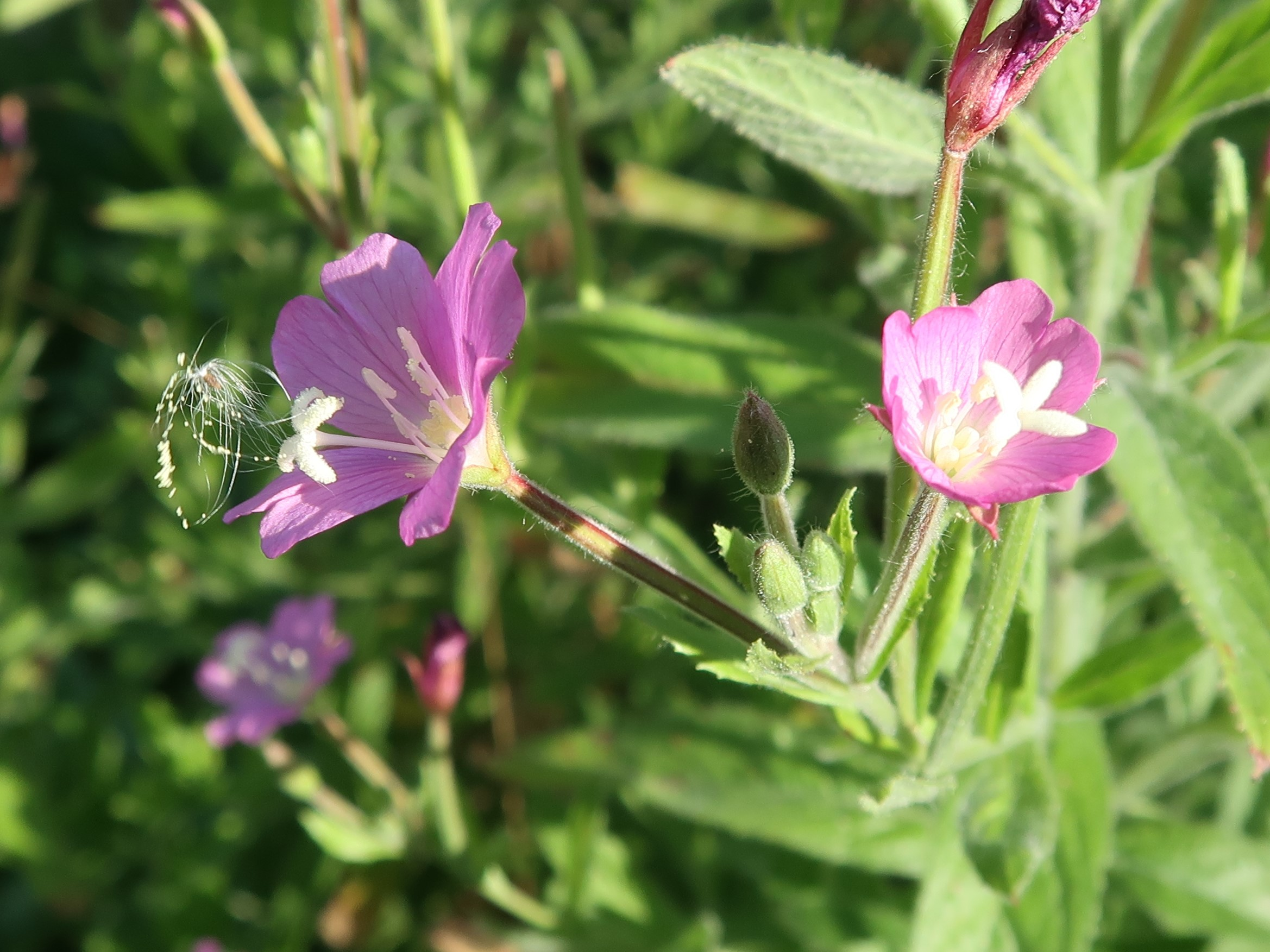
柱頭が4裂する。
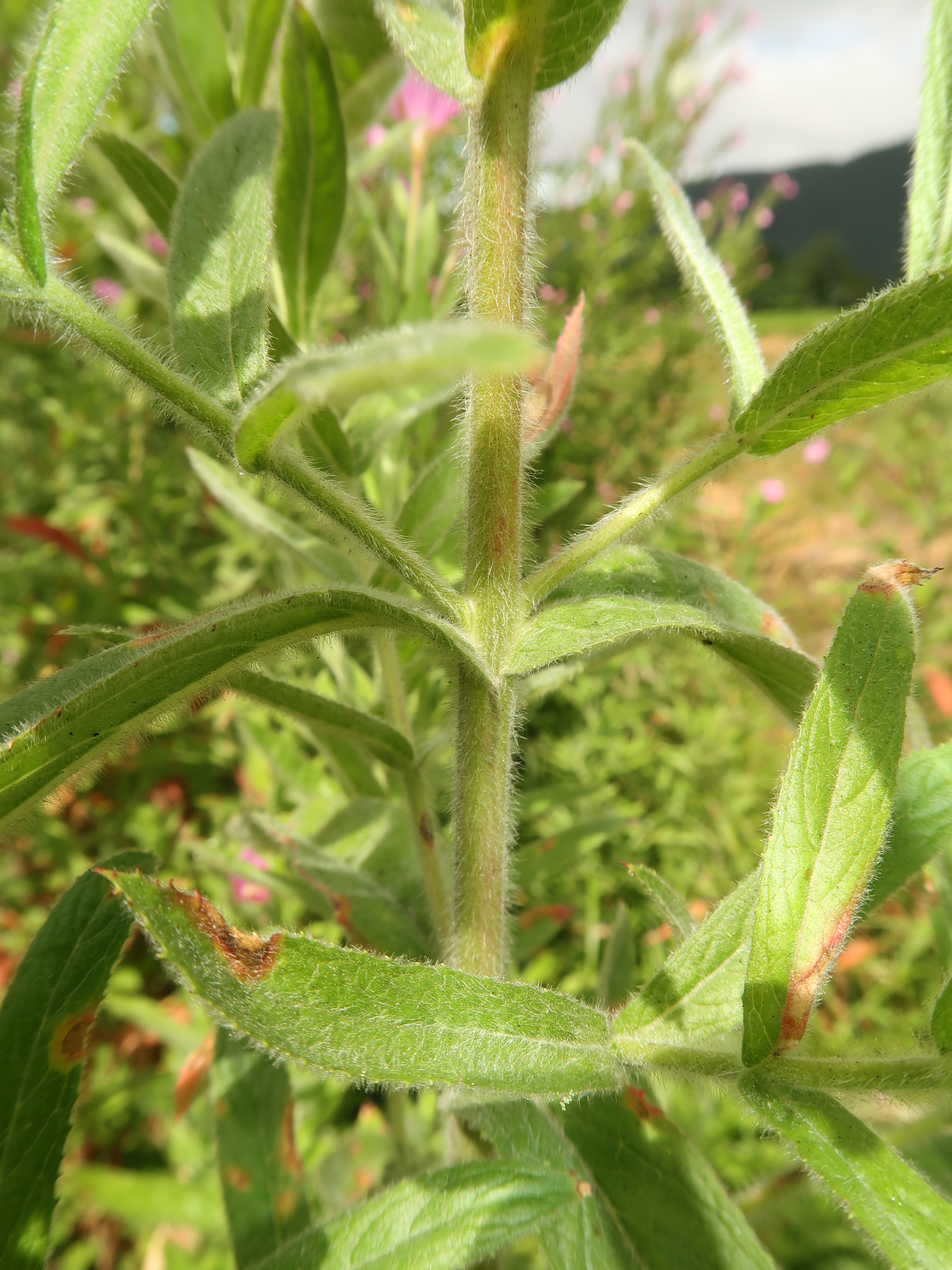
茎と葉に開出する長毛と腺毛が密生する。
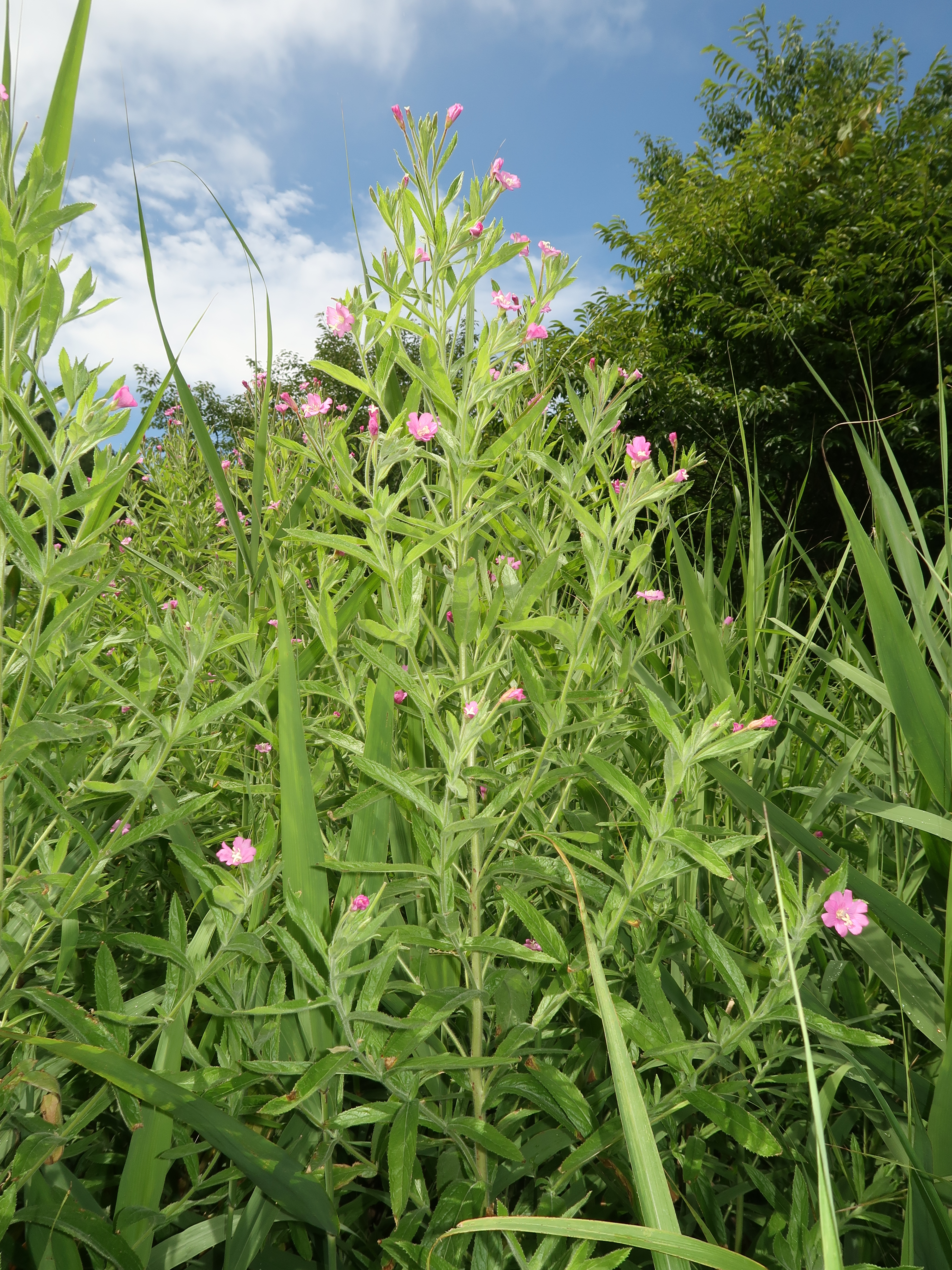
茎から多くの枝を分ける。